# Jens Nowotny
Jens Nowotny (Malsch, 11. siječnja 1974.) je umirovljeni njemački nogometaš i bivši reprezentativni branič.

## Igračka karijera

### Mlade godine
Nowotny je počeo trenirati nogomet u klubu SV Spielberg, gdje je igrao do 1985. godine. Zatim je nastavio svoj put u redovima Germania Friedrichstala od 1985. do 1991. Za to je vrijeme pohađao gimnaziju u Karlsbadu, nakon čega je odlučio napustiti gimnaziju i izučiti zanat. Vojni rok nije pohađao radi ozljede koljena.

### Karlsruher SC
Nowotny je igrao od 1991. pet godina za Karlsruher SC, a godine 1996. zamijenio je dres Karlsruhea onim Leverkusena.

### Bayer Leverkusen
U Bayeru je Jens proveo punih 10 godina, od 1996. do 2006. te je nastupio preko 200 utakmica za Bayer.

### Dinamo Zagreb
Dana 18. srpnja 2006. doznalo se, da će Nowotny nastaviti svoju karijeru u zagrebačkom Dinamu. Na internetskoj stranici kluba pisalo je, da je to "najveći transfer" u povijesti kluba.
Nowotny je 23. srpnja 2006., potpisao ugovor na tri godine. Zbog ozljede je krajem 2006. prekinuo karijeru.

## Vanjske poveznice
- Leverkusen who's who